# Rudolf Siegrist
Rudolf Siegrist (* 14. September 1886 in Uerkheim; † 2. November 1965) war ein Schweizer Politiker (SP), Naturwissenschaftler und Lehrer.

## Biografie
Siegrist, Sohn eines Fortbildungslehrers, besuchte zunächst die Bezirksschule und anschliessend die Kantonsschule Aarau (heute: Alte Kantonsschule Aarau). Nach der Matura im Jahr 1905 studierte er an der ETH Zürich Naturwissenschaften und Mathematik. 1908 erwarb er das Fachlehrerdiplom. Als Lehrer arbeitete er darauf hin, die Abhängigkeit des Unterrichts vom Lehrbuch zu vermindern und stattdessen eine Handbibliothek einzurichten, die allen Schülern zur freien Verfügung stehen sollte.
Jahrelang war er Leiter des Aarauer Kadettenkorps. Nachdem 1920 seine Reformvorschläge von der Konferenz der aargauischen Kadettenkommissionen abgelehnt worden waren, trat er von seinem Amt zurück. Zusätzlich zu seiner Lehrer- und Rektorentätigkeit wurde er Mitglied des kantonalen Erziehungsrats, Präsident der kantonalen Lehrerkonferenz, Mitglied der Maturitätskommission und der Patentprüfungskommissionen Wettingen und Aarau. 
1930 wechselte er nach 21 Jahren als Bezirksschullehrer ans Lehrerinnenseminar Aarau (heute: Neue Kantonsschule Aarau), wo er die naturwissenschaftlichen Fächer unterrichtete. Dieses Amt musste er bereits 1932 wieder aufgeben, nachdem er in den Regierungsrat des Kantons Aargau gewählt worden war. Er blieb bis ins Jahr 1959 der Politik treu. 
Von 1925 bis 1965 war er Mitglied, ab 1958 Präsident des Verwaltungsrats des Aargauischen Elektrizitätswerkes.

## Naturwissenschaftliche Arbeit
Siegrist engagierte sich stark für die Auenwälder, vor allem auch unter dem Einfluss des ETH-Professors Carl Schroeter, welcher sein Hauptwerk „Das Pflanzenleben der Alpen“ der Hochgebirgsflora widmete. Ein weiterer wichtiger Impuls ging vom Schweizer Prof. Dr. J. Braun-Blanquet aus, welcher damals in Montpellier wirkte. Er baute die Pflanzensoziologie, also die Lehre der Gesellschaftsbildung der Pflanzen, aus und wurde ein anerkannter Vertreter dieser Forschungsrichtung. Rudolf Siegrist zog nach dem Abschluss seines Studiums für zwei Semester nach Montpellier, um sich in dieses Forschungsgebiet einführen zu lassen. Nach der Rückkehr in die Schweiz arbeitete er während seines Engagements als Bezirksschullehrer an seiner Dissertation mit dem Titel „Die Auenwälder der Aare“, welche er 1913 abschloss.
1952 ersuchte er die Aargauischen Elektrizitätswerke um eine finanzielle Unterstützung für die Erforschung der Pflanzengesellschaften schweizerischer Flussauen. Es gelang ihm, einen Fonds für die Schweizerische Auenwälderforschung zu gründen. Während der letzten Jahre seines Lebens versuchte er immer wieder Zeit für naturwissenschaftliche Arbeiten zu finden. Im Jahr 1953 publizierte er seine letzte Arbeit zum Thema Flussschotter im Kanton Aargau und deren Besiedelung durch Pflanzen.

## Politisches Engagement
Anfänglich gehörte Siegrist den Linksfreisinnigen (Radikalen) an. 1932 gelang ihm als erstem Vertreter der Sozialdemokratischen Partei (SP) die Wahl in den aargauischen Regierungsrat. Bis zu seinem Rücktritt im Jahr 1955 war er fünfmal Landammann, er brachte rund 100 Gesetze, Dekrete und Verordnungen durch den Entscheidungsprozess. Im Jahr 1943 wurde er in den Nationalrat gewählt, welchem er bis 1959 angehörte.
Der deutsche Arzt Alfred Bergmann wurde 1940 nach einem Hinweis des aargauischen Regierungsrats Rudolf Siegrist von der aargauischen Kantonspolizei widerrechtlich ausgeschafft. Er wurde am 20. April 1940 bei der Arbeit verhaftet und auf der Brücke zwischen Koblenz AG (Schweiz) und Waldshut (Deutschland) wartenden deutschen Grenzbehörden übergeben. Bergmann wurde sofort festgenommen und nach Berlin gebracht wurde. Wenige Tage später wurde Alfred Bergmann dort ohne Verfahren ermordet.

## Denkmal

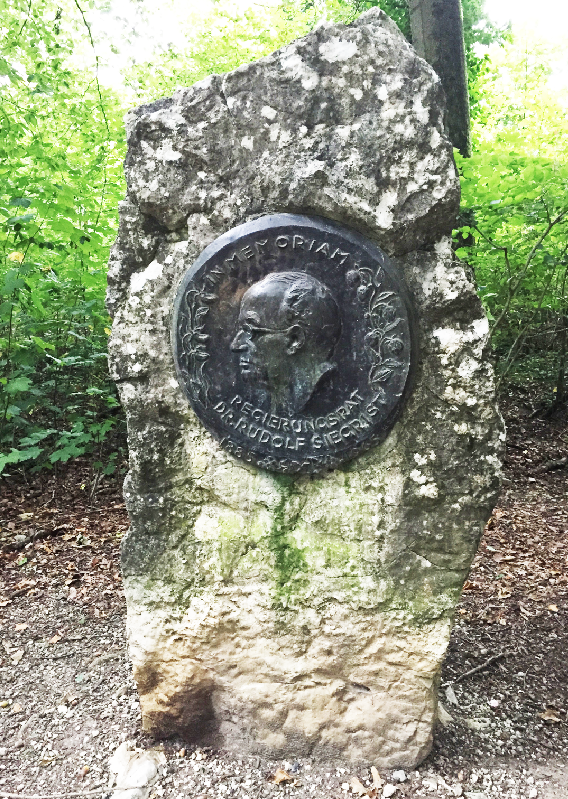
Denkmal an der Aare

1965 wurde für Rudolf Siegrist ein Gedenkstein mit einem von Eduard Spörri entworfenen Bronzemedaillon errichtet, der am Aareuferweg in der Telli steht.

## Werke
- Die Auenwälder der Aare: mit besonderer Berücksichtigung ihres genetischen Zusammenhanges mit anderen flussbegleitenden Pflanzengesellschaften. Aarau 1913
- Zur Kadettenreform im Aargau. Mit besonderer Berücksichtigung des Aarauer Kadetten-Korps, Aarau 1919 (Verlag Sauerländer)
- Über die Auen des Tessinflusses: Studie der Bodenbildung und der Sukzession der Pflanzengesellschaften. In: Festschrift Carl Schröter; Veröffentlichungen des Geobotanischen Institutes Rübel in Zürich. Zürich 1925, S. 127–169
- Auenwälder: Streifzüge durch die Aarelandschaft von Brugg. Brugg 1927
- Die letzten Sanddornbestände an der unteren Aare (Hippophae Rhamnoides): eine natürliche Waldsukzession auf trockenen Flusskiesterrassen. In: Mitteilungen der Aargauischen Naturforschenden Gesellschaft 1928, S. 25–52
- Die Flussschotter der Eiszeit im Aargau und ihre natürliche pflanzliche Besiedelungsmöglichkeit: eine geologisch-klimatologisch-botanische Studie. Aarau 1953
- Die Aare bei Klingnau: eine topographisch-naturwissenschaftliche Studie. Zürich 1962